# Amer Krcić
Amer Krcić, slovenski nogometaš, * 23. maj 1989, Kranj.
Krcić je profesionalni nogometaš, ki igra na položaju vezista. Od leta 2024 je član avstrijskega kluba Donau Klagenfurt. Pred tem je igral za slovenske klube Domžale, Zarica Kranj, Dob, Krka, Rudar Velenje in Radomlje ter avstrijske SAK Celovec, KAC 1909 in Sele/Zell. Skupno je v prvi slovenski ligi odigral 100 tekem in dosegel osem golov. V sezoni 2012/13 je bil prvi strelec druge slovenske lige. Leta 2009 je odigral eno tekmo za slovensko reprezentanco do 20 let.